# Moserius percoi
Moserius percoi är en kräftdjursart som beskrevs av Hans Strouhal1940. Moserius percoi ingår i släktet Moserius och familjen Trichoniscidae. IUCN kategoriserar arten globalt som sårbar.

## Underarter
Arten delas in i följande underarter:
- M. p. percoi
- M. p. ribaldonei